# Pontiac Torrent
Pontiac Torrent — среднеразмерный кроссовер, выпускавшийся компанией General Motors с 2006 по 2009 годы. Заменивший Aztek, Torrent был слегка переделанной версией Chevrolet Equinox первого поколения.
Torrent имеет ту же базовую конструкцию кузова и механические элементы, что и Equinox. Однако у Torrent другие передняя и задняя части, что визуально отличает его от Equinox. Подвеска также была изменена и стала более жёсткой и спортивной, а электронный усилитель рулевого управления был откалиброван, чтобы обеспечить более жёсткое и менее искусственное ощущение. Торрент, как и Equinox, имел 3,4-литровый V6 мощностью 185 л. с. (136 кВт) с 5-ступенчатой автоматической коробкой передач Aisin AF33.
Как и у других моделей Pontiac в линейке, у Torrent был начальный уровень Base, средний уровень GT и ориентированный на мощность GXP. GXP отличался более мощным 3,6-литровым двигателем DOHC SFI V6 и 6-ступенчатой автоматической коробкой передач, а также уникальным обвесом и другими элементами внешнего оформления.
Pontiac Torrent был одним из призов в реалити-шоу Survivor в 2005 году, а также в шоу Магия Крисса Энджела в том же году.

## Двигатели
| Год       | Двигатель    | Мощность            | Крутящий момент |
| --------- | ------------ | ------------------- | --------------- |
| 2006-2007 | 3,4 L LNJ V6 | 185 л. с. (136 кВт) | 285 Н·м         |
| 2008-2009 | 3,6 L LY7 V6 | 264 л. с. (194 кВт) | 339 Н·м         |

## Продажи

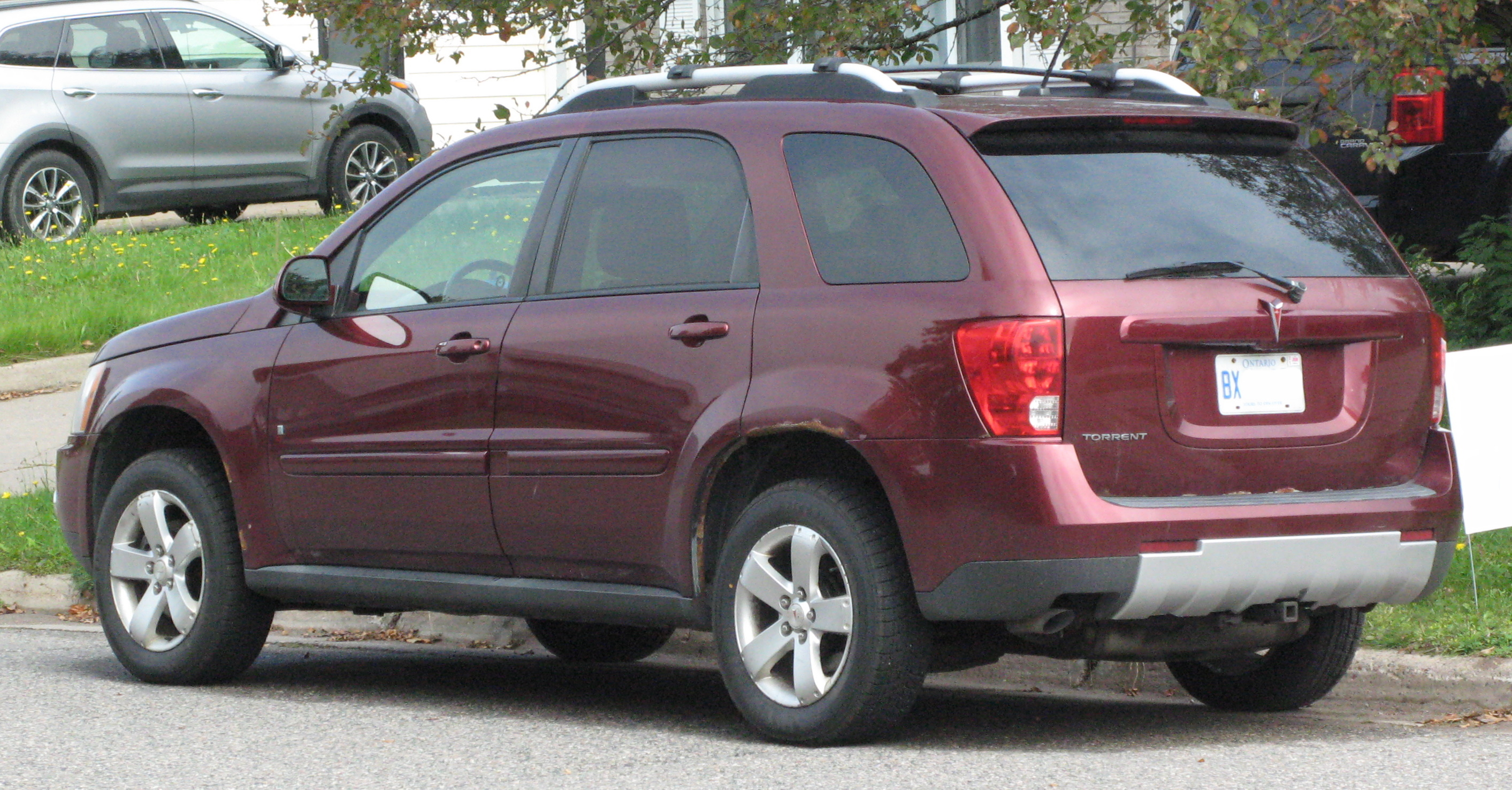
Вид сзади

| Календарный год | Продажи (США) |
| --------------- | ------------- |
| 2005            | 10 303        |
| 2006 г.         | 43 174        |
| 2007            | 32 644        |
| 2008            | 20 625        |
| 2009            | 9638          |
| Итого           | 116 375       |